# Victorine (Trente tyrans)
 (mai 2025).
Pour les articles homonymes, voir Victorine.
Victorine ou Victorie (Victoria ou Veturia) ou Victorina aurait été la mère de Victorin, empereur des Gaules, bien que son existence ait été contestée. Elle figure parmi les Trente Tyrans mentionnés par l'Histoire Auguste, peut-être pour faire nombre et pour montrer à quel point Gallien fut un empereur faible et détestable, au point que certaines femmes romaines ont pu, selon le rédacteur, accéder à l'Empire.   
Victorine aurait acheté la loyauté des légions romaines rebelles afin qu'elles acceptent successivement Marius, Victorin et Tetricus Ier à la tête de l'Empire des Gaules. En dehors de l'Histoire Auguste, seul Aurelius Victor en fait mention. Le rédacteur de l'Histoire Auguste affirme qu'elle aurait émis des monnaies et aurait été proclamée « mère des camps » à l'instar d'une impératrice. Toutefois, nous ne possédons ni monnaie ni inscription de Victorine, aussi André Chastagnol et Jean Lafaurie ont-ils émis l'hypothèse que l'un et l'autre auteur se sont trompés à cause de revers de monnaies des empereurs gaulois célébrant la « Victoria Augusti » ou la « Victoria Augusta », allégorie de la Victoire.